# Straßenbahn Wien Type C, c
Die Typen C und c der Wiener Straßenbahn waren Prototypen für einen Einrichtungs-Großraumwagen. Die formschönen, jedoch mit vielfältigen Problemen behafteten Fahrzeuge standen nur wenige Jahre im Dienst.

## Geschichte
Die C-c waren, abgesehen von den gebraucht erworbenen „Amerikanern“ der Type Z, die ersten Großraumwagen der Wiener Straßenbahn. 1952 beauftragen die Wiener Stadtwerke-Verkehrsbetriebe die Firma Simmering-Graz-Pauker mit der Entwicklung und dem Bau dieser Type. Obwohl es bereits ausländische Vorbilder gab, bedeuteten diese Fahrzeuge für Hersteller und Verkehrsbetriebe absolutes Neuland. Bisher wurden fast ausschließlich zweiachsige Fahrzeuge für die Wiener Straßenbahnen gebaut. Als Präsentationstermin wurde die Wiener Herbstmesse 1953 beschlossen, was SGP wenig Zeit zur Konstruktion des neuartigen Fahrzeuges gab. Nach dem Willen der Besteller sollte diese neue Type dem letzten Stand der Technik entsprechen. Allerdings bemängelte die Aufsichtsbehörde MA 46 bereits bei der endgültigen Auftragserteilung am 14. April 1953 das errechnete Gesamtgewicht als zu hoch. Dem Gesamtkonzept fehlte es von Anfang an an Erfahrung und vieles, was sich in der Konstruktion als schlüssig erwies, bereitete in der späteren Fahrpraxis Probleme.
Die Typen C und c bedeuteten in jeder Hinsicht den Beginn einer neuen Ära für die Wiener Straßenbahn: Teilweise epochale Neuerungen wie Einrichtungs- und Großraum-Bauart, Schaffnersitz, Fahrgastfluss von hinten nach vorne, automatische Schwenktüren, Haltewunsch, Lautsprecheranlage, Druckluftbremsen, Scharfenbergkupplung und Hebelsteuerung waren umzusetzen. Um halbwegs ein Gespür für die neue Type zu bekommen, fertigte SGP 1952 zunächst eine Attrappe aus Sperrholz an. Trotzdem blieb nicht viel Zeit, um die vielfältigen Neuerungen umzusetzen und zu erproben. Im September 1953 verließen die äußerlich fertiggestellten Trieb- und Beiwagen das Herstellerwerk in Simmering und wurden auf der Wiener Herbstmesse präsentiert. Die Fahrzeuge waren zu diesem Zeitpunkt noch gar nicht betriebsbereit, das Publikumsinteresse jedoch bereits sehr hoch.
Nach der Messe kamen die Fahrzeuge zurück ins Herstellerwerk, wo sie zur Komplettierung teilweise zerlegt werden mussten. SGP und die Verkehrsbetriebe standen nun zunehmend unter Zeitdruck, da Politik und Öffentlichkeit die neuen Fahrzeuge endlich im Betrieb sehen wollten. Nach der übereilten Fertigstellung wurden Trieb- und Beiwagen am 16. Jänner 1954 den Wiener Verkehrsbetrieben übergeben, welche sie sofort auf den Linien 80 und 81 zur Probe fuhren. Aufgrund dabei auftretender technischer Probleme weilten die Fahrzeuge jedoch bereits wieder von Ende Jänner bis März 1954 im Herstellerwerk. Bis April fanden neuerliche Probefahrten statt, schließlich erteilte die MA 46 am 23. April 1954 die Zulassung für den Fahrgastverkehr – jedoch nicht ohne „schwerste Bedenken“ gegen die Form der Türöffnung durch Kontakte auf den Trittstufen zu äußern. Ebenso wurde das (zu) hohe Wagengewicht kritisiert. Der Zug wurde dem Betriebsbahnhof Ottakring für die Linie 46 zugeteilt, auf welcher am 22. Mai 1954 die Jungfernfahrt stattfand.
Die ersten Einsätze waren von großem Publikumsinteresse gekennzeichnet, die Type C/c stellte für Wiener Verhältnisse ein völliges Novum dar. Dennoch zeigten sich recht bald die Schwächen des neuen Zuges: Durch die Türautomatik und den Fahrgastfluss kam es zu großen Stauungen an den Einstiegen und dadurch verspäteter Abfertigung. Vorerst durften nur entsprechend ausgebildete höhere Beamte des Schulbüros als Fahrer eingesetzt werden. Da dieses um 15:00 Dienstschluss hatte, erfolgten die ersten Einsätze stets erst ab 16:00. Das Personal war jedoch mit der ungewohnten Handhabung des Fahrzeuges vollkommen überfordert. Zudem zeigten sich recht bald vielfältige technische Mängel des übereilt in Betrieb genommenen Zuges, wobei vor allem das Bremssystem mit seiner Mischung aus Widerstandsbremse und mittels Druckluft betätigter Klotzbremsen (Triebwagen) bzw. Scheibenbremsen (Beiwagen) Probleme bereitete. Auch die Konstruktion der Drehgestelle befriedigte nicht. Aufgrund dieser und anderer Probleme verkündete das Wiener Rathaus bereits in der zweiten Jahreshälfte 1954 den Lizenz-Bau von DUEWAG-Großraumwagen in Form der Typen C1 und c1. Von Dezember 1954 bis Februar 1955 wurde eine gründliche Revision durch die Hauptwerkstätte vorgenommen, die zahlreiche Schäden zutage brachte. Trotzdem kam das Fahrzeug wieder in Dienst und war bis Juni 1956, unterbrochen durch zahlreiche Störungen, im Einsatz auf der Linie 46.
Ab Juni 1956 war der C-c-Zug im Betriebsbahnhof Ottakring abgestellt, man bemühte sich nicht mehr wirklich um das zunehmend unbeliebt gewordene Einzelstück. Im September 1958 kamen die Fahrzeuge neuerlich zu SGP, wo man sich eher halbherzig darum bemühte, sie wieder einsatzfähig zu machen. Fahrerplatz und Schaffnerplatz sowie die Kleinspannungsanlage wurden dem C1 angeglichen und die Haltewunsch-Anlage entfernt. Das ohnehin schon hohe Eigengewicht der Wagen erhöhte sich dadurch jedoch noch mehr. Bestehende Probleme, wie z. B. die fehlkonstruierte Bremsanlage, konnten jedoch nicht beseitigt werden. Dem Hersteller war die „Missgeburt“ jedoch zunehmend unangenehm, daher erfolgte erst im März 1960 die neuerliche Auslieferung. Nach langen Probefahrten erfolgte der Einsatz im Fahrgastverkehr erst ab 26. September 1960 lediglich zu gelegentlichen Ausläufen auf der Linie 46, da die Aufsichtsbehörde nur mehr einen aushilfsweisen Einsatz zuließ.
Am 7. Juni 1963 wurde der C-c-Zug mit einer schadhaften Bremsanlage zum letzten Mal in den Bahnhof Ottakring eingezogen. Bereits am 12. Juni wurde „zur allgemeinen Erleichterung“ die Abstellung des unbeliebten Fahrzeuges verfügt. Die Ausmusterung erfolgte jedoch erst nach fünfjähriger Standzeit am 27. Dezember 1968. In Folge landeten Trieb- und Beiwagen im Altmateriallager Simmering, wo die beiden Fahrzeuge im Juni 1970 verschrottet wurden.
Heute erinnert lediglich ein zeitgenössisches Modell an diesen ersten Wiener Großraumzug.

## Technik und Ausstattung
Die Fahrzeuge waren Einrichtungswagen in geschweißter Ganzstahl-Bauweise mit gummigefederten Drehgestellen aus geschweißtem Formstahl. Die Drehgestelle hatten innenliegende Pendel-Rollenlager und gummigefederte Radsätze. Gemäß dem beabsichtigten Fahrgastfluss waren im Fahrzeugbug eine einzelne Doppel-Schwenktüre, mittig eine Doppeltüre und im Heck eine Dreifachtüre verbaut. Beleuchtete Zielschildkästen und rahmenlose Halbfenster komplettierten das von vielen Zeitgenossen und Straßenbahnfreunden als elegant empfundene Äußere der Wagen. Der Antrieb erfolgte durch vier je 50 kW starke Halbspannungsmotore der Type GLM25b des Herstellers BBC, welche über ein mittels Hebel und Servomotor angetriebenes Unterflur-Nockenschaltwerk Type K7783 von Siemens-Schuckert angesteuert wurden. Die Achsen wurden über einen Hohlwellenantrieb mit Federscheiben angetrieben. Die Stromabnahme erfolgte über einen Siemens-Stromabnehmer Type SS 53. Die Bremsung erfolgte über eine elektrische Widerstandsbremse sowie eine auf Bremsklötze und Bremsscheiben wirkende und (erstmals) mit Pedal zu betätigende Hardy-Druckluftbremse als Feststellbremse, welche jedoch unterschiedliche Ansprechzeiten hatten. Die Druckluftanlage versorgte weiters die Türantriebe, den Scheibenwischer und den elektropneumatischen Schleuderschutz. Vollkommen neu war auch das mit Kipptastern, optisch-akustischer Signalanlage und Tachograph ausgestattete Fahrerpult. Erstmals in Wien waren Scharfenbergkupplungen und Rangierfahrschalter auf den hinteren Plattformen verbaut.
Der Innenraum war mit Leuchtstoffröhren und Durofol-Sitzen ausgestattet, zudem gab es erstmals in Wien einen fixen Schaffnerplatz. Alle Haltestangen im Inneren waren dem Zeitgeist entsprechend verchromt.